# Acanthocreagris redikorzevi
Acanthocreagris redikorzevi är en spindeldjursart som beskrevs av Selvin Dashdamirov 1988. Acanthocreagris redikorzevi ingår i släktet Acanthocreagris och familjen helplåtklokrypare.
Artens utbredningsområde är Azerbajdzjan. Inga underarter finns listade i Catalogue of Life.